# Kronprinsen (wolkenkrabber)
Kronprinsen (vertaald 'Kroonprins') is een wolkenkrabber in de Zweedse stad Malmö. Het gebouw staat aan de Regementsgatan 52 in de wijk Västra Innerstaden. Het gebouw heeft een hoogte van 82 meter zonder antennes. De hoogte tot het dak bedraagt 72 meter. In totaal zijn er 27 verdiepingen, waarvan één ondergronds.
Het gebouw is ontworpen door de Zweedse architecten Thorsten Roos en Kurt Hultin. De gevel van het gebouw is bedekt met blauwe mozaïektegels. Het gebouw is in handen van Hugo Åberg Property Management, die ook de aangrenzende huizen in het bezit heeft.
Op de begane grond bevindt zich het winkelcentrum met ongeveer veertig winkels en diensten, met inbegrip van apotheken, opticiens, stomerij, schoen- en sleutelservice. De kroonprins heeft een grote tuin. Ook is er een 14-baans bowlingbaan en een parkeergarage in de kelder. Op de 26e en hoogste etage van het gebouw bevindt zich een restaurant Översten (vertaald bovenste). Het restaurant geeft de bezoeker een uitzicht over de zeestraat Sont en op een heldere dag kan men zelfs een klein deel van Kopenhagen zien liggen. In 2004 vestigde Systembolaget zich in het gebouw.
In januari 2011 telde het gebouw wonen 1081 inwoners.

## Foto's

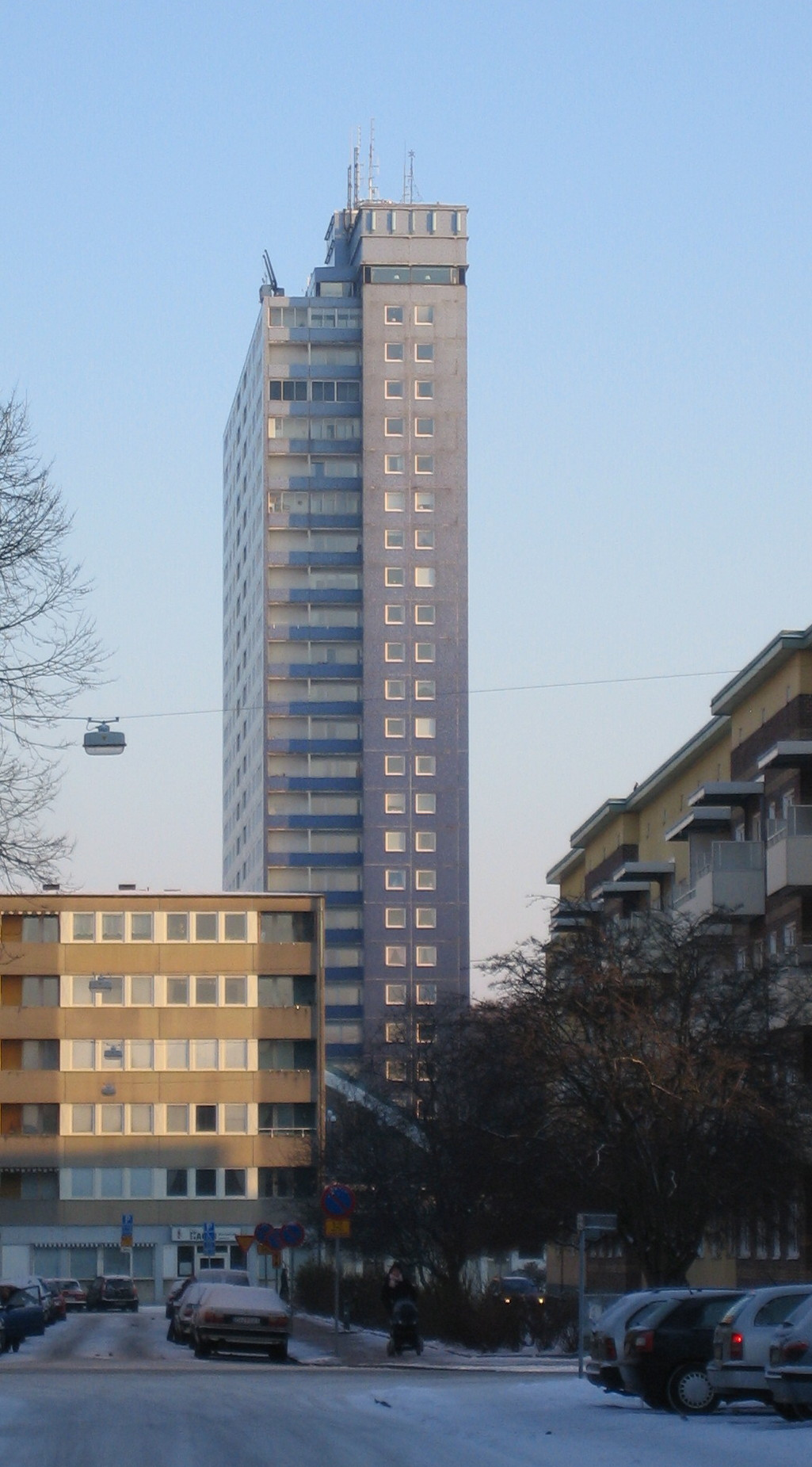
Zijkant
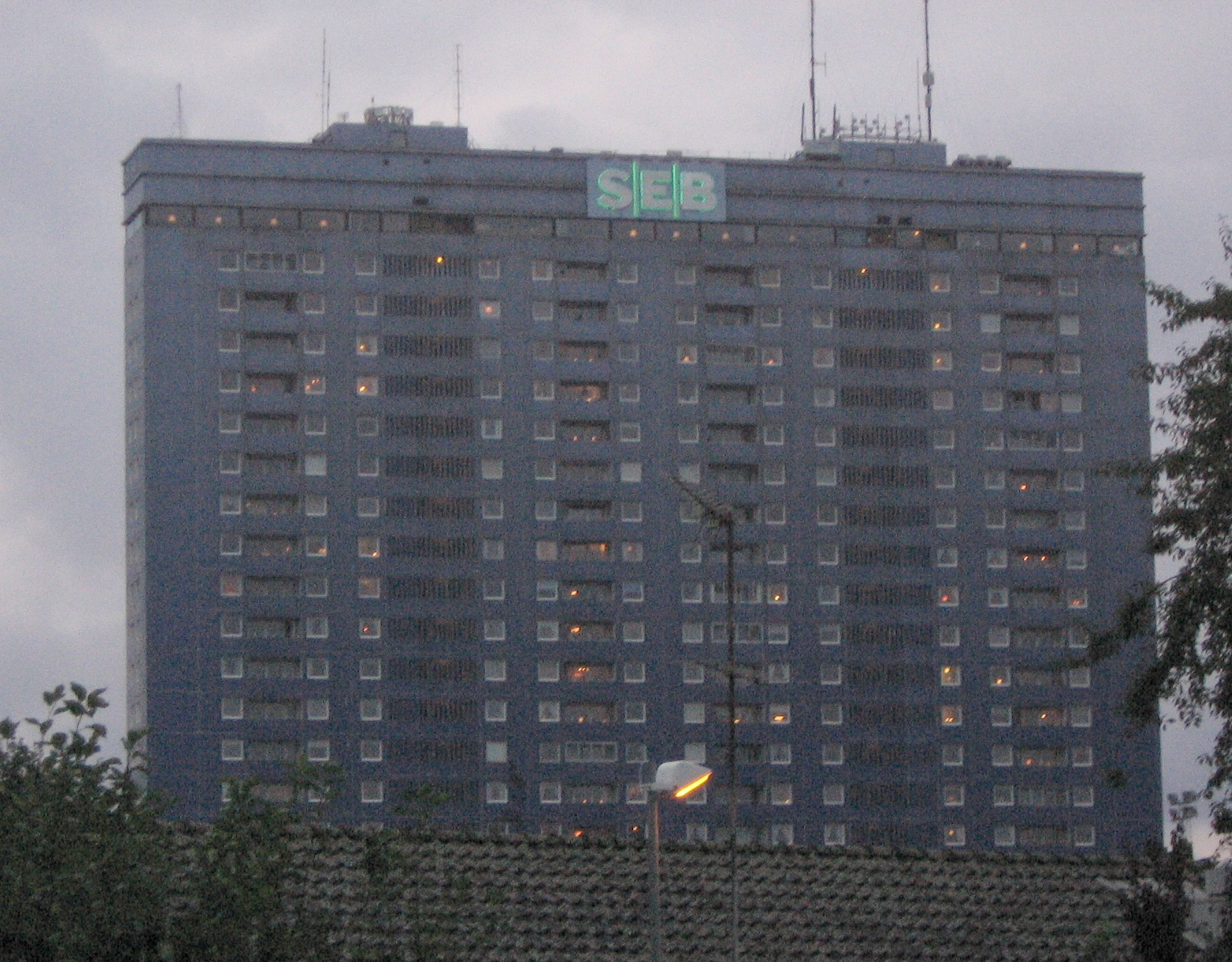
Vooraanzicht
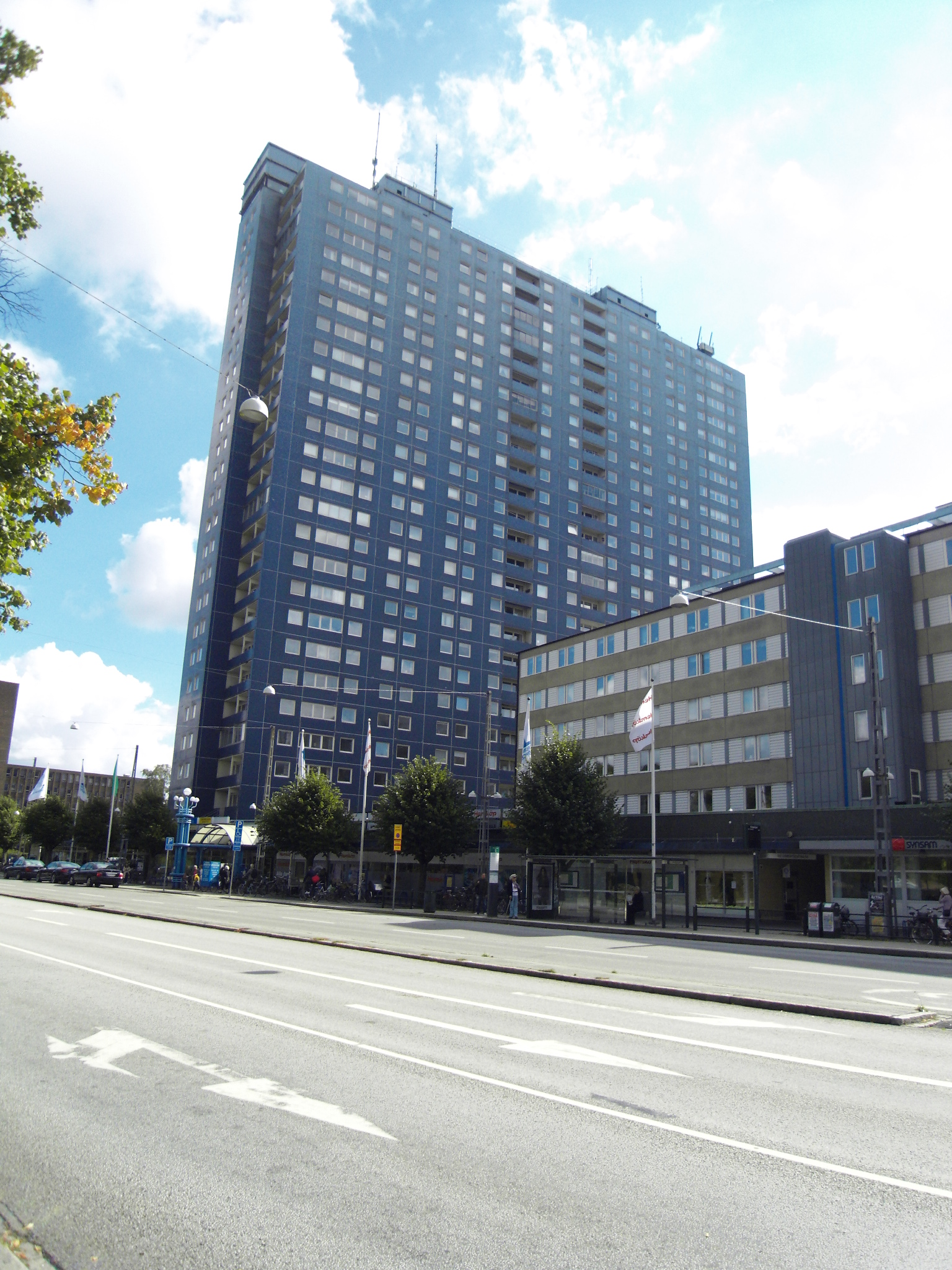
Foto uit 2013

## Trivia
- In 1984 werd de wolkenkrabber voor het eerst beklommen door klimmers van Skåne Climbing Club.
- Kronprinsen werd gebruikt als symbool voor het Eurovisiesongfestival 1992 dat, dat jaar in Malmö werd georganiseerd.